# طوطی‌کاکلی چشم‌آبی
طوطی‌کاکلی چشم‌آبی(نام علمی: Cacatua ophthalmica) نام یک گونه از سرده طوطی‌کاکلی‌های سفید است.

## مشخصات و زیستگاه
طوطی‌کاکلی یک نژاد جدای از بقیه پرندگان واقع بومی جنگل‌های بریتانیای نو و ایرلند نو واقع در مجمع‌الجزایر بیسمارک (پاپوآ گینه نو در غرب اقیانوس آرام) هستند.
در گرمسیری، نیمه گرمسیری و دشت‌های مرطوب یافت می‌شوند. معمولاً طول بدن طوطی‌کاکلی ۵۰ سانتی‌متر است و وزن تقریبی آن چیزی حدود ۵۰۰–۵۸۰۰ گرم می‌باشد، این طوطی تنها دارای یک نژاد می‌باشد. طوطی‌کاکلی سفید یک طوطی متوسط جثه با تاج بزرگ که به سمت عقب انحنا دارد، می‌باشد. هم چنین برخی از پرهای تاج به رنگ زرد و بقیه سفید هستند. پرهای پایه ای گوش و پرهای گونه و گلو به رنگ زرد بسیار کم رنگ دیده می‌شوند. حلقه چشم آبی روشن و نژاد می‌باشد که علت نامگذاری رنگ حلقه چشم‌آبی می‌باشد.